# Victor Cadet
Victor Antoine Jules Cadet (* 17. Juni 1878 in Saint-Omer; † 22. September 1911 in Lille) war ein französischer Schwimmer und Wasserballspieler.

## Karriere
Cadet nahm 1900 an den Olympischen Spielen in Paris teil. In der Einzeldisziplin über 200 m Freistil erreichte er den vierten Rang in seinem Vorlauf. Im Mannschaftswettbewerb über 200 m gewann er mit den Schwimmern von Tritons Lilloise die Silbermedaille. Mit Tritons Lilloise nahm er auch am Wettbewerb im Wasserball teil. Hier verlor die Mannschaft in der ersten Runde gegen die späteren Olympiasieger vom Osborne Swimming Club aus Großbritannien.